# Tectaria crenata
Tectaria crenata là một loài dương xỉ thuộc họ Tectariaceae. Loài này được Antonio José Cavanilles mô tả khoa học đầu tiên năm 1801.